# Carlinhos e Carlão
Carlinhos e Carlão é um filme brasileiro do gênero comédia de 2020. Dirigido por Pedro Amorim, com roteiro de Carolina Castro e Célio Porto, é protagonizado por Luis Lobianco e conta com Thiago Rodrigues, Suzy Brasil, Thati Lopes e Luís Miranda nos demais papéis principais. 

## Sinopse
Carlão (Luis Lobianco), funcionário de uma concessionária de carros junto com Cadinho (Marcelo Flores),  Zeca (Saulo Rodrigues) e Antunes (Pedro Monteiro), é um homem preconceituoso. No seu dia a dia, Carlão sempre se vangloria de ser entendedor de futebol e mecânica, sempre com piadas machistas e homofóbicas. Quando Evaristo (Luis Miranda) é alvo das agressões verbais dele, ele passa a persegui-lo e trancá-lo em um armário mágico. De dentro desse armário, sai  Carlinhos (Luis Lobianco), um alter-ego homossexual que assume o corpo de Carlão quando chega a noite.

## Elenco
| Ator/Atriz        | Personagem                           |
| ----------------- | ------------------------------------ |
| Luis Lobianco     | Carlos "Carlão/Carlinhos" Nascimento |
| Thiago Rodrigues  | Marcos Fontana                       |
| Thati Lopes       | Glória "Glorinha" Salles             |
| Suzy Brasil       | Guga                                 |
| Marcelo Flores    | Cadinho                              |
| Saulo Rodrigues   | Zeca                                 |
| Victor Lamoglia   | Edney                                |
| Pedro Monteiro    | Antunes                              |
| Otávio Augusto    | Ângelo Nascimento                    |
| Anja Bittencourt  | Amélia Nascimento                    |
| Cláudio Mendes    | Pedro "Pedroca" Nascimento           |
| Letícia Isnard    | Bianca                               |
| Matheus Costa     | Leonardo "Léo" Nascimento            |
| Luís Miranda      | Evaristo                             |
| Bemvindo Siqueira | Seu Salles                           |
| Cláudia Mauro     | Karen                                |

## Lançamento
O filme tinha previsão de ser lançado em salas de cinemas, o que não ocorreu devido aos protocolos de segurança da COVID-19. Foi lançado diretamente na plataforma de streaming Amazon Prime Video em 12 de novembro de 2020.